# Słowacka koronka klockowa na tiulowym tle
Słowacka koronka klockowa na tiulowym tle – koronka klockowa wytwarzana na terenie Pogórza Myjawskiego na Słowacji. W 2017 roku została wpisana na reprezentatywną listę niematerialnego dziedzictwa kulturowego Słowacji.

## Historia
Tradycja wytwarzania koronek istniała na terenach obecnej Słowacji już w XIX wieku. Po II wojnie światowej na zachodzie kraju, gdy kobiety zaczęły pracować w fabrykach tradycja koronkarstwa podupadła. Na terenie Pogórza Myjawskiego odrodziła się pod koniec XX wieku, a początki tego odrodzenia związane są ze wsią Krajné. W latach 80. XX wieku koronczarki z Vamberka z Czech zaczęły tam uczyć techniki wykonywania koronek klockowych wzorowanych na belgijskich. Popularność koronek klockowych w okolicach Myjavy jest związana z wykorzystaniem do zdobienia tradycyjnych białych strojów ludowych oraz szat liturgicznych. W 2016 roku koronka została zgłoszona do wpisu na reprezentatywną listę niematerialnego dziedzictwa Słowacji przez Centrum tradičnej kultúry v Myjave (Centrum kultury tradycyjnej w Myjavie). Wpisu dokonano 2 marca 2017 roku, a przedstawicielka Centrum odebrała potwierdzenie wystawione przez Ministra Kultury. Rejestracja na liście krajowej jest warunkiem ubiegania się o wpis na Listę Reprezentacyjną Niematerialnego Dziedzictwa Kulturowego Ludzkości (UNESCO).
W Brezovej pod Bradlom działa od 1998 roku Klub pletenej čipky Brezová (Klub koronki klockowej). Koronczarki starają się odtwarzać stare wzory oraz tworzyć na ich bazie nowe. Koronki otrzymują w zależności od wzoru nazwy takie jak: včeličková, panenková, hrušková, jabĺčková czy hrebienková.
Koronki klockowe są wytwarzane także w innych rejonach Słowacji. 

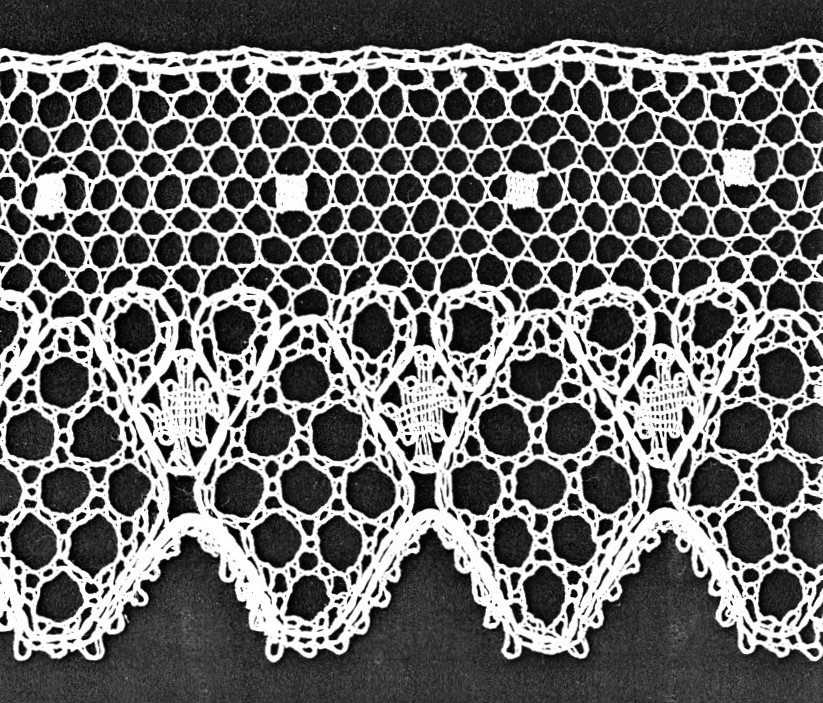
Koronka klockowa z Brezovej pod Bradlom

## Wytwarzanie
Do wytwarzania koronki klockowej potrzebne są najcieńsze nici, które koronczarka nawija na drewnianych klockach. Ich ilość zależy od szerokości wzoru. Do wykonania koronki doszywanej do czepca szerokiej na 9 do 10 centymetrów potrzeba od 160 do 200 klocków. Dodatkowo potrzebna jest poduszka wypchana sianem (nazywana wałkiem) ustawiona na specjalnej podstawce. Na wałku jest mocowany skórzany pas z odpowiednio wybitymi otworami, które pozwalają uzyskać kształt siatki tiulowej. W otwory koronczarki wpijają szpilki mocując nitki po wykonaniu splotów zgodnie ze wzorem. Obecnie zamiast skóry jest używany sztywny papier z naniesionym wzorem. Podstawą koronek wykonywanych na Pogórzu Myjawskim jest siatka z sześciokątnymi oczkami tworząca wzór tiulu. W nią są wplecione grubszą nitką motywy geometryczne i roślinne. Dół koronki jest wykończony zębami w kształcie trójkąta, trapezu lub łuku. Kobiety koronkami ozdabiają  czapki, fartuchy, rękawy oraz kamže (komże czyli strój liturgiczny duchowieństwa ewangelickiego). 